# Kermen (stad)
Kermen (Bulgaars: Кермен) is een kleine stad in Bulgarije. Zij is gelegen in de gemeente  Sliven, oblast  Sliven. Op 31 december 2019 telde de stad slechts 1.520 inwoners, waarmee het een van de kleinere steden in Bulgarije is. De spoorlijn van Plovdiv naar Sofia en naar Karnobat loopt door de stad Kermen.

## Bevolking
Op 31 december 2019 telde de stad Kermen 1.520 inwoners. Sinds  de val van het communisme loopt de bevolking in een rap tempo terug. De gemiddelde leeftijd in het stadje is ongeveer 46 jaar en ruim een kwart van de bevolking is 65 jaar of ouder. 
| Jaar            | 1934  | 1946  | 1956  | 1965  | 1975  | 1985  | 1992  | 2001  | 2011  | 2019  |
| Aantal inwoners | 2.573 | 3.021 | 2.984 | 2.793 | 2.644 | 2.655 | 2.510 | 2.207 | 1.801 | 1.520 |

De bevolking bestaat uit een Bulgaarse meerderheid (±88,6%) en een grote Roma-minderheid (±10,7%). Nagenoeg alle inwoners zijn christelijk, voornamelijk lid van de Bulgaars-Orthodoxe Kerk.
1. ↑  (en)  - Nationaal Statistisch Instituut geraadpleegd 25 mei 2020
2. ↑  (en)  citypopulation.de  geraadpleegd 26 juli 2019. Gearchiveerd op 28 september 2021.